# ジョセフ・タワドロス
ジョセフ・タワドロス（Joseph Tawadros、1983年10月6日 - ）は、エジプト・カイロ出身のオーストラリア在住のウード奏者である。

## ディスコグラフィ

### アルバム
- Storyteller (2004年) ※ウード独奏
- Rouhani (2005年) ※with ボビー・シン
- Vision (2006年) ※with ジェイムズ・タワドロス
- Epiphany (2007年) ※with ジェイムズ・タワドロス、ベン・ロジャーズ
- Angel (2008年) ※with ジェイムズ・タワドロス、マット・マクマホン、ディミトリ・ヴォラス
- The Prophet (2009年) ※ ハリール・ジブラーンの詩に触発された音楽。ウード独奏
- The Hour of Separation (2010年) ※with ジェイムズ・タワドロス：ベンディール&パーカッション、ジョン・アバークロンビー：エレクトリック・ギター、ジョン・パティトゥッチ：ダブル・ベース、ジャック・ディジョネット：ドラム（4曲のみ）
- Band of Brothers (2011年) ※with スラヴァ・グレゴリアン、レオナルド・グレゴリアン、ジェイムズ・タワドロス
- The Tawadros Trilogy: Dawn of Awakening (2011年) ※『The Prophet』『Angel』『Epiphany』を収録したコンピレーション
- Concerto of The Greater Sea (2012年) ※with リチャード・トネッティ&オーストラリア室内管弦楽団、ジェイムズ・タワドロス、マット・マクマホン、クリストファー・ムーア
- Chameleons of the White Shadow (2013年) ※with ベラ・フレック、リチャード・ボナ、ジェイムズ・タワドロス、ジャン＝ルイ・マティニエ
- Permission to Evaporate (2014年)
- Truth Seekers Lovers and Warriors (2015年)
- World Music (2016年)
- Live at Abbey Road (2017年) ※with ジェイムズ・タワドロス
- Ali's Wedding (soundtrack) (2017年) ※with ナイジェル・ウエストレイク、シドニー交響楽団、スラヴァ・グレゴリアン、リオ
- The Bluebird, the Mystic and the Fool (2018年)
- Betrayal of a Sacred Sunflower (2019年)
- Live at the Sydney Opera House (2020年) ※with ジェイムズ・タワドロス、ベンジャミン・ノーシー、シドニー交響楽団

## 作曲
つぎに列挙した映画のために作曲
- I Remember 1948（ドキュメンタリー）
- The Last Days of Yasser Arafat（ドキュメンタリー）
- Haneen（短編映画）
- Checkpoint（短編映画）

## 参照
- ウード